# Gobio brevicirris
Gobio brevicirris és una espècie de peix cipriniforme de la família dels ciprínids.